# 小行星2753
小行星2753（2753 Duncan）是一颗绕太阳运转的小行星，为主小行星带小行星。该小行星于1966年2月18日发现。
該小行星以美國天文學家約翰·查爾斯·鄧肯（John Charles Duncan）命名。

## 轨道参数
小行星2753的轨道半长轴为2.7898601 UA，离心率为0.04。